# Calle del Cardenal Zúñiga
La calle del Cardenal Zúñiga es una vía pública de la ciudad española de Segovia.

## Descripción
La vía discurre desde la plaza de San Lorenzo hasta el punto donde se juntan el paseo de Santo Domingo de Guzmán y la calle del Doctor Velasco. Honra con el título a Gaspar de Zúñiga y Avellaneda (1507-1571), que fue obispo de la ciudad. Aparece descrita en Las calles de Segovia (1918) de Mariano Sáez y Romero con las siguientes palabras:

Cardenal Zúñiga.—Se dirige desde la plazuela de San Lorenzo a la explanada de la Cuesta de Santa Lucía, delante del Hospicio provincial. Es homenaje a D. Gaspar de Zúñiga y Avellaneda, hijo del conde de Miranda, llamado el Viejo, obispo de Segovia desde 1550 a 1558, arzobispo de Santiago y Sevilla, que dió gran avance a las obras de nuestra Catedral, que casó a FElipe II con Ana de Austria y que después fué cardenal de la Iglesia romana, creado por San Pío V en 1570 con el título de Santa Bárbara. En esta calle, fuera de la Ciudad, en el despoblado, están los Establecimientos provinciales de Beneficencia, en sus dos secciones de niños y niñas, Inclusa y Casa de Maternidad, y la Cueva de Santo Domingo de Guzmán. Todo este edificio fué convento de Dominicos, el primero fundado en España por Santo Domingo y que le constituían dos partes: la Cueva y el Convento. La Cueva consta de dos compartimentos; el más interior, que es donde está propiamente la Cueva con la imagen verdadera del Santo,s egún visión estática de Santa Teresa, y un altar por el que desde hace pocos años se ve lo profundo de la Cueva, donde Santo Domingo hacía sus oraciones. Es un lugar de recogimiento y lleno de un confortable misticismo. La iglesia del convento, conocida por Santa Cruz, ha tenido varias restauraciones, la última dirigida por Villanueva. Es amplia, con seis bóvedas góticas. A su derecha, en un nicho, está el cuerpo de San Corbalán, venerable dominico muerto en 28 de marzo de 1218, y las reliquias de muchos santos. Su exterior, empotrado en lo bajo por la desigualdad del terreno, se ve sólo por su parte sur, con estribos terminados por filigranadas agujas y con los emblemas y divisas de los Reyes Católicos que la edificaron. Su puerta tiene un arco trebolado, repisas, doseletes y esculturas orantes de los Reyes, adorando el grupo escultórico de La Piedad, águilas, escudos y otros adornos que la dan un conjunto muy artístico y que hace que sea la portada una de las más bellas de la Ciudad. Actualmente dedicado el edificio a Hospicio, dependiente de la Diputación provincial y prescindiendo de la situación, que sea o no favorable, están en el benéfico establecimiento perfectamente atentidos por los servicios, y los niños de los dos sexos que allí tienen amparo y educación, encuentran el consuelo que necesita su triste estado. Tiene varios talleres para enseñanza y aprendizaje de los asilados y la imprenta provincial donde se imprime el Boletín Oficial, que se fundó en 1.º de enero de 1836.
(Sáez y Romero, 1918, pp. 30-31)